# رايتسفيل (جورجيا)
رايتسفيل (بالإنجليزية: Wrightsville, Georgia)‏ هي مدينة تقع في مقاطعة جونسون بولاية جورجيا في الولايات المتحدة. تبلغ مساحة هذه المدينة 9.1 (كم²)، وترتفع عن سطح البحر 105 م، بلغ عدد سكانها 2223 نسمة في عام 2010 حسب إحصاء مكتب تعداد الولايات المتحدة.

## أعلام
- هيرشل ووكر
- لاري جونسون

## وصلات خارجية
- Cities & Counties - Georgia.gov